# Hermann Mendel
Pour les articles homonymes, voir Mendel.
Hermann Mendel, né le 6 août 1834 à Halle-sur-Saale et mort le 26 octobre 1876 à Berlin, est un musicologue prussien.

## Biographie
Hermann Mendel naît le 6 août 1834 à Halle-sur-Saale.
Il fait sa première éducation musicale à Halle et à Leipzig, entre en 1853, comme apprenti, dans le magasin de musique de Schlesinger, à Berlin est plus tard est engagé chez Bote & Bock, puis fonde lui-même, en 1862, un magasin de musique, qu'il doit fermer cependant en 1868.
Il meurt le 26 octobre 1876 à Berlin.

## Publications
Il est un collaborateur zélé de plusieurs journaux de musique : Echo, Tonhalle, et surtout de la Deutsche Musikerzeitung qu'il rédige depuis sa fondation (1870) jusqu'à sa mort, et dans laquelle il publie entre autres une notice biographique complète sur Otto Nicolai.
Il est surtout connu pour son Musikalisches Conversations-Lexikon, dictionnaire de la musique et des musiciens qui renferme encore des indications utiles. Il le commence en 1870 et rédige jusqu'à la lettre M (dans le volume 7). L'ouvrage est terminé en 1883 par Reissmann.
Il publie en outre : Giacomo Meyerbeer, Eine Biographie (1868), et G. Meyerbeer, sein Leben und seine Werke (1869; trad. ital. de Lazano, 1870).